# Kieran Gibbs
Kieran James Ricardo Gibbs (Londra, 26 settembre 1989) è un ex calciatore inglese, di ruolo difensore.

## Biografia
Ha un gemello, Jaydon, anch'egli calciatore con una carriera prettamente nelle leghe semiprofessionistiche britanniche.

## Caratteristiche tecniche
Terzino sinistro dotato di una buona velocità, può giocare anche a centrocampo sulla stessa fascia.

## Carriera

### Club

#### Giovanili
Gibbs mosse i primi passi nel Wimbledon FC ma si è presto trasferito all'Arsenal con i compagni Abu Ogogo e James Dunne quando, nel 2004, il club si è sciolto ed al suo posto è nato il MK Dons.
Inizialmente giocava come centrocampista centrale, e, ogni tanto, come laterale di centrocampo e ala. Fu subito integrato nella formazione Under-18 e nel team delle riserve e fu regolarmente schierato nelle amichevoli estive contro Barnet ed Inter.

#### La prima fase all'Arsenal
Nel settembre 2007, Gibbs firmò un contratto professionale con l'Arsenal, entrando così in prima squadra e nella lista per la Champions 2007-08, indossando la casacca numero 34. Ha debuttato in prima squadra partendo titolare in un match di Carling Cup contro lo Sheffield United il 31 ottobre 2007, e ha giocato per la seconda volta subentrando ad Eduardo il 18 dicembre, nei quarti di finale contro il Blackburn.

#### Il prestito al Norwich City
Il 31 gennaio 2008, per poter fare un po' d'esperienza e giocare con continuità, decide di andare a giocare in prestito al Norwich fino alla fine della stagione 2007-08. Dopo appena 7 presenze, però, ritorna all'Arsenal, rientrando a far parte della squadra delle riserve dal 29 aprile. Per il resto della stagione, per quanto riguarda la prima squadra, ha collezionato una sola presenza in panchina, il 4 maggio, contro l'Everton.

#### Il ritorno all'Arsenal
Nella stagione 2008-09 ha giocato spesso nelle amichevoli pre-campionato, soprattutto come terzino sinistro. Ha assistito dalla panchina alle prime due partite di Premier: la sconfitta per 1-0 contro il Fulham il 24 agosto e la vittoria per 3-1 contro il Bolton a settembre. Gibbs ha giocato con maggiore regolarità nella League Cup, ed in particolare ha giocato tutta la partita nel 6-0 inflitto allo Sheffield United nel terzo turno, il 23 settembre. Ha anche giocato nelle due vittorie contro il Wigan per 3-0 e contro il Burnley per 0-2. Ha debuttato in Champions il 10 dicembre, entrando al posto di Abou Diaby contro il Porto. Ha poi debuttato in Premier l'8 febbraio contro il Tottenham, prendendo il posto di Gaël Clichy. A causa poi dell'infortunio di Clichy, ha giocato per la prima volta titolare in Champions nel ritorno dei quarti di finale contro il Villareal, il 15 aprile, nella vittoria dei Gunners per 3-0.

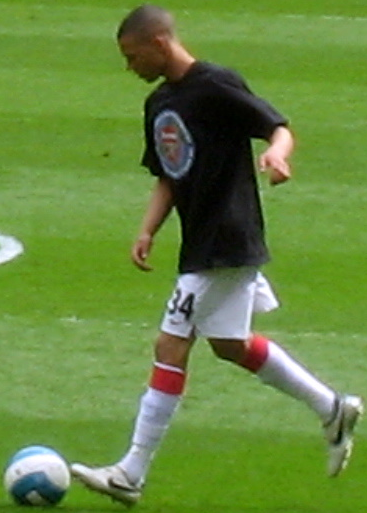
Gibbs durante un riscaldamento prima di un match con l'Arsenal

Gibbs ha poi giocato dall'inizio la semifinale di FA Cup contro il Chelsea, servendo un assist al compagno Theo Walcott. È stato anche protagonista del pareggio dell'Arsenal ad Anfield il 21 aprile, quando ha evitato un gol praticamente fatto spazzando il pallone sulla linea di porta. A causa del prolungarsi dell'assenza di Clichy per infortunio, Gibbs ha avuto l'opportunità di giocare le fasi finali e più importanti della stagione, come per esempio l'andata della semifinale di Champions giocata all'Old Trafford, e persa contro il Manchester United per 1-0. Nella gara di ritorno, però, è stato proprio un errore di Gibbs a spianare ai Red Devils la strada per la finale: dopo appena 7' di gioco, una sua scivolata sbagliata su un cross ha aperto la porta al coreano Park Ji-sung per segnare un prezioso gol in trasferta.
La stagione 2009-10 è cominciata bene, vedendolo titolare e in campo per tutti i 90' nella prima gara contro il Portsmouth. La continuata assenza di Clichy, infatti, aveva permesso a Gibbs di giocare con continuità, conquistandosi la fiducia del manager Arsène Wenger. Ma il 24 novembre, nel 2-0 inflitto dall'Arsenal allo Standard Liegi in Champions, Gibbs si è infortunato al metatarso del piede destro, rimanendo bloccato in infermeria per tutto il resto della stagione.
La stagione seguente non va meglio di quella passata perché colleziona tantissima panchina giocando appena 7 volte in Premier League. La prima presenza la trova alla 4ª giornata nella vittoria per 4-1 in casa contro il Bolton. In Champions League invece arriva la prima presenza nella seconda partita del gruppo H nella vittoria per 3-0 sul campo del Partizan Belgrado.
La stagione parte bene per lui perché sembra che riesca a trovare abbastanza continuità finendo poi per infortunarsi nuovamente dovendosi operare poi di conseguenza. Nonostante tutto trova la prima presenza alla prima giornata di campionato nel pareggio per 0-0 sul campo del Newcastle. Gibbs si mette in luce nella seconda parte della stagione riuscendo a segnare il primo gol con la maglia dell'Arsenal in Premier League nella vittoria per 3-0 in casa contro l'Aston Villa. Non tormentato più dagli infortuni chiude la stagione con 16 presenze e 1 gol in Premier, 5 presenze in Champions League e 1 presenza con un gol in Football League Cup.
Nella stagione 2012-2013 riesce, nonostante ancora qualche problema con la coscia, a trovare abbastanza continuità diventando uno dei punti fermi della squadra. Il 15 settembre 2012 regala due assist nella partita vinta per 6-1 in casa contro il Southampton. Torna a regalare due assist nella trasferta vinta per 2-5 contro il Reading. Il primo gol in stagione arriva in FA Cup nel pareggio casalingo per 2-2 contro lo Swansea. Chiude la stagione con 34 presenze e 1 gol in totale.
Nella stagione 2013/2014 fa il suo esordio nella prima giornata di Premier League nel match perso per 1-3 in casa contro l'Aston Villa. Il 24 agosto seguente fa il suo esordio nei preliminari di Champions League nella nuova stagione segnando un gol (il primo in Europa) nella trasferta vinta per 0-3 sul campo del Fenerbahçe. Al ritorno regala un assist al compagno di squadra Ramsey nella partita vinta 2-0 proprio grazie alla doppietta di quest'ultimo. Nella prima partita della fase a gironi regala due assist ai compagni Ramsey e Theo Walcott nella vittoria per 1-2 sul campo del Marsiglia.

#### West Bromwich Albion
Il 30 agosto 2017, Gibbs ha firmato per il West Bromwich Albion con un contratto quadriennale, per un compenso di circa 6,75 milioni di sterline. Il 19 settembre 2019, Gibbs è stato espulso in una sconfitta per 5-2 contro l'Everton dopo aver tirato uno schiaffo in faccia al giocatore colombiano James Rodríguez.

#### Inter Miami e ritiro
Il 23 marzo 2021, il calciatore inglese si unisce ufficialmente all'Inter Miami, club militante in Major League Soccer, quando il suo contratto con il precedente club era scaduto. Il 23 febbraio 2023, il giocatore ha annunciato la rescissione del contratto con la società ritirandosi dal calcio giocato, entrando al contempo nel team di trasmissione del club.

### Nazionale
Gibbs era titolare nell'Inghilterra Under-19 che era stata eliminata nella fase a gironi dagli Europei di categoria, ma che, grazie al suo 3º posto, si guadagnò il gettone di presenza per i Mondiali di categoria che si sarebbero giocati in Egitto.
In vista degli Europei Under-21 in Svezia, nel 2009 Gibbs è stato chiamato nell'Inghilterra Under-21.
L'8 giugno 2009 ha segnato 2 gol nella vittoria per 7-0 dei Little Lions contro i pari età dell'Azerbaijan allo Stadium MK e nella semifinale del torneo contro la Svezia si è procurato e ha trasformato un rigore.
Esordisce con la nazionale maggiore, l'11 agosto 2010 a Wembley, sotto la guida di Fabio Capello in una partita amichevole contro l'Ungheria, subentrando nel secondo tempo ad Ashley Cole.

## Statistiche

### Presenze e reti nei club
Statistiche aggiornate al 5 marzo 2018.
| Stagione             | Squadra              | Campionato           | Campionato | Campionato | Coppe nazionali | Coppe nazionali | Coppe nazionali | Coppe continentali | Coppe continentali | Coppe continentali | Altre coppe | Altre coppe | Altre coppe | Totale | Totale |
| Stagione             | Squadra              | Comp                 | Pres       | Reti       | Comp            | Pres            | Reti            | Comp               | Pres               | Reti               | Comp        | Pres        | Reti        | Pres   | Reti   |
| -------------------- | -------------------- | -------------------- | ---------- | ---------- | --------------- | --------------- | --------------- | ------------------ | ------------------ | ------------------ | ----------- | ----------- | ----------- | ------ | ------ |
| 2006-2007            | Arsenal              | PL                   | 0          | 0          | FACup+CdL       | 0+0             | 0               | UCL                | 0                  | 0                  | -           | -           | -           | 0      | 0      |
| ago.-2007 gen.-2008  | Arsenal              | PL                   | 0          | 0          | FACup+CdL       | 0+2             | 0               | UCL                | 0                  | 0                  | -           | -           | -           | 2      | 0      |
| feb.-apr. 2008       | Norwich City         | FLC                  | 7          | 0          | FACup+CdL       | 0+0             | 0               | -                  | -                  | -                  | -           | -           | -           | 7      | 0      |
| 2008-2009            | Arsenal              | PL                   | 8          | 0          | FACup+CdL       | 6+3             | 0               | UCL                | 4                  | 0                  | -           | -           | -           | 21     | 0      |
| 2009-2010            | Arsenal              | PL                   | 3          | 0          | FACup+CdL       | 0+2             | 0               | UCL                | 2                  | 0                  | -           | -           | -           | 7      | 0      |
| 2010-2011            | Arsenal              | PL                   | 7          | 0          | FACup+CdL       | 6+4             | 0               | UCL                | 3                  | 0                  | -           | -           | -           | 20     | 0      |
| 2011-2012            | Arsenal              | PL                   | 16         | 1          | FACup+CdL       | 0+1             | 0+1             | UCL                | 5                  | 0                  | -           | -           | -           | 22     | 2      |
| 2012-2013            | Arsenal              | PL                   | 27         | 0          | FACup+CdL       | 3+1             | 1+0             | UCL                | 3                  | 0                  | -           | -           | -           | 34     | 1      |
| 2013-2014            | Arsenal              | PL                   | 28         | 0          | FACup+CdL       | 5+0             | 0               | UCL                | 8                  | 1                  | -           | -           | -           | 41     | 1      |
| 2014-2015            | Arsenal              | PL                   | 22         | 0          | FACup+CdL       | 3+0             | 0               | UCL                | 7                  | 1                  | CS          | 1           | 0           | 33     | 1      |
| 2015-2016            | Arsenal              | PL                   | 15         | 1          | FACup+CdL       | 5+2             | 0               | UCL                | 4                  | 0                  | CS          | 1           | 0           | 27     | 1      |
| 2016-2017            | Arsenal              | PL                   | 11         | 0          | FACup+CdL       | 2+2             | 0               | UCL                | 6                  | 0                  | -           | -           | -           | 22     | 0      |
| Totale Arsenal       | Totale Arsenal       | Totale Arsenal       | 137        | 2          |                 | 51              | 2               |                    | 43                 | 2                  |             | 2           | 0           | 231    | 6      |
| 2017-2018            | West Bromwich        | PL                   | 33         | 0          | FACup+CdL       | 2+1             | 0               | -                  | -                  | -                  | -           | -           | -           | 36     | 0      |
| 2018-2019            | West Bromwich        | FLC                  | 31         | 3          | FACup+CdL       | 0               | 0               | -                  | -                  | -                  | -           | -           | -           | 31     | 3      |
| Totale West Bromwich | Totale West Bromwich | Totale West Bromwich | 64         | 3          |                 | 3               | 0               |                    | -                  | -                  |             | -           | -           | 67     | 3      |
| Totale carriera      | Totale carriera      | Totale carriera      | 208        | 5          |                 | 51              | 2               |                    | 43                 | 2                  |             | 2           | 0           | 304    | 9      |

### Cronologia presenze e reti in nazionale
| Cronologia completa delle presenze e delle reti in nazionale ― Inghilterra | Cronologia completa delle presenze e delle reti in nazionale ― Inghilterra | Cronologia completa delle presenze e delle reti in nazionale ― Inghilterra | Cronologia completa delle presenze e delle reti in nazionale ― Inghilterra | Cronologia completa delle presenze e delle reti in nazionale ― Inghilterra | Cronologia completa delle presenze e delle reti in nazionale ― Inghilterra | Cronologia completa delle presenze e delle reti in nazionale ― Inghilterra | Cronologia completa delle presenze e delle reti in nazionale ― Inghilterra |
| Data                                                                       | Città                                                                      | In casa                                                                    | Risultato                                                                  | Ospiti                                                                     | Competizione                                                               | Reti                                                                       | Note                                                                       |
| -------------------------------------------------------------------------- | -------------------------------------------------------------------------- | -------------------------------------------------------------------------- | -------------------------------------------------------------------------- | -------------------------------------------------------------------------- | -------------------------------------------------------------------------- | -------------------------------------------------------------------------- | -------------------------------------------------------------------------- |
| 11-8-2010                                                                  | Londra                                                                     | Inghilterra                                                                | 2 – 1                                                                      | Ungheria                                                                   | Amichevole                                                                 | -                                                                          | 46’                                                                        |
| 17-11-2010                                                                 | Londra                                                                     | Inghilterra                                                                | 1 – 2                                                                      | Francia                                                                    | Amichevole                                                                 | -                                                                          | 72’                                                                        |
| 19-11-2013                                                                 | Londra                                                                     | Inghilterra                                                                | 0 – 1                                                                      | Germania                                                                   | Amichevole                                                                 | -                                                                          | 53’                                                                        |
| 9-10-2014                                                                  | Londra                                                                     | Inghilterra                                                                | 5 – 0                                                                      | San Marino                                                                 | Qual. Euro 2016                                                            | -                                                                          |                                                                            |
| 15-11-2014                                                                 | Londra                                                                     | Inghilterra                                                                | 3 – 1                                                                      | Slovenia                                                                   | Qual. Euro 2016                                                            | -                                                                          | 52’                                                                        |
| 18-11-2014                                                                 | Glasgow                                                                    | Scozia                                                                     | 1 – 3                                                                      | Inghilterra                                                                | Amichevole                                                                 | -                                                                          | 66’                                                                        |
| 31-3-2015                                                                  | Torino                                                                     | Italia                                                                     | 1 – 1                                                                      | Inghilterra                                                                | Amichevole                                                                 | -                                                                          | 32’ 88’                                                                    |
| 14-6-2015                                                                  | Lubiana                                                                    | Slovenia                                                                   | 2 – 3                                                                      | Inghilterra                                                                | Qual. Euro 2016                                                            | -                                                                          |                                                                            |
| 12-10-2015                                                                 | Vilnius                                                                    | Lituania                                                                   | 0 – 3                                                                      | Inghilterra                                                                | Qual. Euro 2016                                                            | -                                                                          |                                                                            |
| 17-11-2015                                                                 | Londra                                                                     | Inghilterra                                                                | 2 – 0                                                                      | Francia                                                                    | Amichevole                                                                 | -                                                                          |                                                                            |
| Totale                                                                     |                                                                            | Presenze                                                                   | 10                                                                         |                                                                            | Reti                                                                       | 0                                                                          |                                                                            |

## Palmarès

### Club
- Coppa d'Inghilterra: 3

Arsenal: 2013-2014, 2014-2015, 2016-2017
- Community Shield: 2

Arsenal: 2014, 2015